# Auberives-en-Royans
Auberives-en-Royans ist eine französische Gemeinde mit 369 Einwohnern (Stand: 1. Januar 2022) im Département Isère in der Region Auvergne-Rhône-Alpes (vor 2016 Rhône-Alpes); sie gehört zum Arrondissement Grenoble und zum Kanton Le Sud Grésivaudan. Die Einwohner werden Auberivains bzw. Albaripains genannt.

## Geographie
Auberives-en-Royans liegt im westlichen Vorland des Vercors-Massivs, etwa 36 Kilometer westsüdwestlich von Grenoble an der Bourne, die hier die Grenze zum Département Drôme markiert. Das Gemeindegebiet gehört zum Regionalen Naturpark Vercors. Umgeben wird Auberives-en-Royans von den Nachbargemeinden Saint-André-en-Royans im Norden und Nordosten, Pont-en-Royans im Osten, Saint-Laurent-en-Royans im Südosten und Süden, Saint-Thomas-en-Royans im Süden und Südwesten sowie Saint-Just-de-Claix im Westen und Nordwesten.

## Bevölkerungsentwicklung
| Jahr                       | 1962 | 1968 | 1975 | 1982 | 1990 | 1999 | 2006 | 2014 | 2021 |
| -------------------------- | ---- | ---- | ---- | ---- | ---- | ---- | ---- | ---- | ---- |
| Einwohner                  | 282  | 295  | 279  | 294  | 321  | 327  | 343  | 372  | 368  |
| Quellen: Cassini und INSEE |      |      |      |      |      |      |      |      |      |

## Sehenswürdigkeiten
- Himmelfahrtskirche (Église de l’Assomption) aus dem 12. Jahrhundert

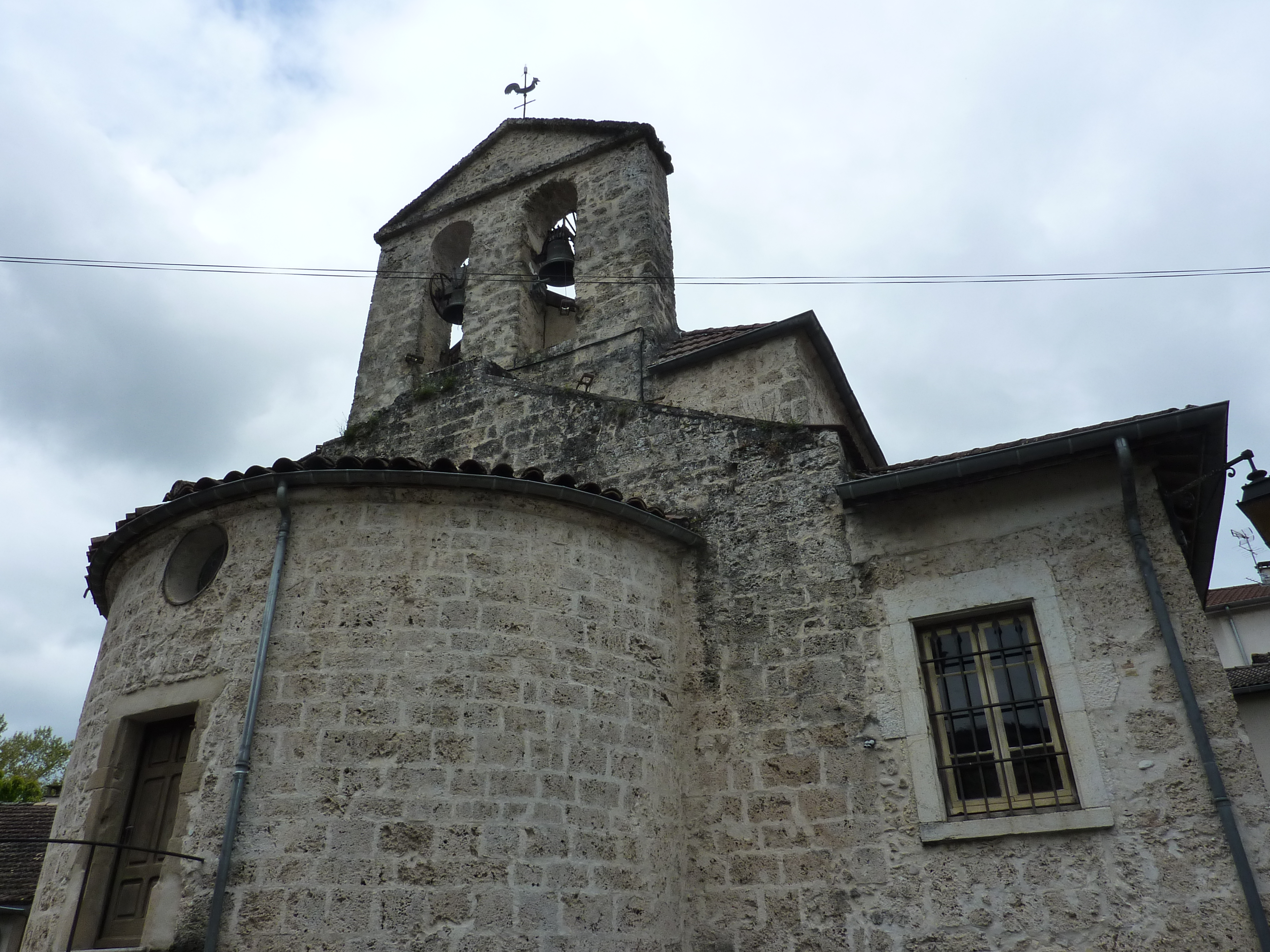
Himmelfahrtskirche

- Wehrhaus